# 沃特豪斯山
沃特豪斯山（英語：Mount Waterhouse）是南極洲的山峰，位於奧次地，處於邱吉爾山脈以西，屬於全黑冰原島峰的一部分，海拔高度超過1,800米，現時由南極條約體系管理。